# Diemen-Noord

Diemen-Noord binnen gemeente Diemen

Diemen-Noord is de tegenwoordige benaming voor het noordelijke deel van Diemen. Het grenst in het Noorden aan het Amsterdam-Rijnkanaal, in het Zuiden aan Diemen-Centrum en in het Oosten en het Westen aan de Amsterdamse wijken Driemond en Watergraafsmeer. De wijk werd gebouwd eind jaren 1980, begin jaren 1990 en heeft een winkelcentrum. Van oudsher loopt de Oud-Diemerlaan dwars door de wijk. Het is een smalle oude weg met klinkerbestrating waarbij de oorspronkelijke bebouwing en straatmeubilair gehandhaafd zijn met aan weerszijden de nieuwbouw. Voorheen bestond Diemen-Noord voornamelijk uit weiland. 
In de wijk bevinden zich vooral appartementen en eengezinswoningen in de duurdere prijsklasse, zowel koop als huur. 

## Ligging
De wijk Diemen-Noord ligt grotendeels tussen A10, het Amsterdam Rijnkanaal, Driemond en de A1. Aan de noordzijde van het Amsterdam Rijnkanaal ligt het Diemerpark met daarachter IJburg.
Hoewel de wijk een eigen postcodenummer (1113) heeft is het geen afzonderlijke woonplaats, maar deel van de woonplaats Diemen.
Onderstaande tabel geeft de buurtindeling met kentallen volgens het Centraal Bureau voor de Statistiek (2008):
| CBS-buurtcode | Buurtnaam                           | Inwonertal | Opp. totaal (ha) | Opp. land (ha) | Ligging                |
| ------------- | ----------------------------------- | ---------- | ---------------- | -------------- | ---------------------- |
| BU03840219    | Buitenlust                          | 320        | 40               | 40             | Locatie in de gemeente |
| BU03840220    | Spoorzicht                          | 330        | 13               | 13             | Locatie in de gemeente |
| BU03840221    | Oud-Diemen                          | 30         | 2                | 2              | Locatie in de gemeente |
| BU03840222    | Buytenstee                          | 2000       | 53               | 50             | Locatie in de gemeente |
| BU03840223    | Vogelweide en Scheepskwartier-Noord | 2710       | 33               | 30             | Locatie in de gemeente |
| BU03840224    | Vlindertuin en Scheepskwartier-Zuid | 2050       | 37               | 34             | Locatie in de gemeente |
| BU03840225    | Diemerpolder                        | 0          | 42               | 29             | Locatie in de gemeente |

## Verkeer
De woonbuurten in Diemen-Noord zijn 30 km-zones. In de wijk liggen ook woonerven. 
GVB buslijn 44 rijdt door de wijk en verbindt de uiterste Oostelijke punt van Diemen-Noord met station Diemen, Diemen-Centrum,  en Diemen-Zuid met station Amsterdam Bijlmer ArenA